# Distretto di Kaset Sombun
Il distretto di Kaset Sombun (in thailandese: เกษตรสมบูรณ์) è un distretto (amphoe) della Thailandia, situato nella provincia di Chaiyaphum.